# El Platanar, Mocorito
El Platanar är en ort i Mexiko.   Den ligger i kommunen Mocorito och delstaten Sinaloa, i den västra delen av landet, 1 100 km nordväst om huvudstaden Mexico City. El Platanar ligger 92 meter över havet och antalet invånare är 158.
Terrängen runt El Platanar är platt åt sydväst, men åt nordost är den kuperad. Runt El Platanar är det mycket glesbefolkat, med 6 invånare per kvadratkilometer. Närmaste större samhälle är Juan Escutia, 11,1 km söder om El Platanar. I omgivningarna runt El Platanar växer huvudsakligen savannskog.